# أندي وود
أندي وود (بالإنجليزية: Andrew Wood)‏ (و. 1966 – 1990 م) هو مغن مؤلف، ومغني، ومنشد، وعازف لوحة المفاتيح أمريكي، ولد في كولومبوس، يستخدم آلات غيتار البيس، توفي في سياتل، عن عمر يناهز 24 عاماً، بسبب جرعة زائدة.

## وصلات خارجية
- أندي وود على موقع IMDb (الإنجليزية)
- أندي وود على موقع ميوزك برينز (الإنجليزية)
- أندي وود على موقع أول ميوزيك (الإنجليزية)
- أندي وود على موقع ديسكوغز (الإنجليزية)

- أندي وود في قاعدة بيانات الأفلام على الإنترنت